# PowerBASIC

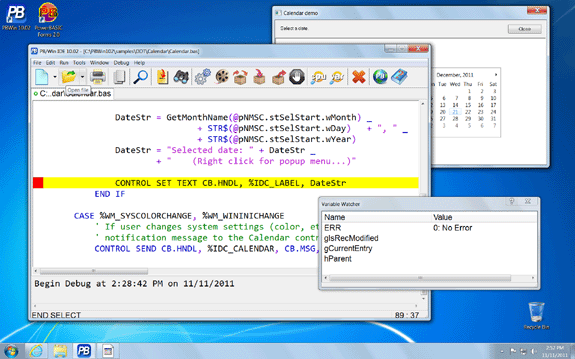
PowerBASIC 10.0 IDE

PowerBASIC — один из диалектов языка программирования Бейсик.
Основные достоинства:
- является компилятором, а не интерпретатором, как большинство диалектов Бейсика, что позволяет создавать более быстрые приложения;
- в отличие от Visual Basic, не требует никаких библиотек для исполнения
- файлы, создаваемые компилятором, имеют очень маленький размер и большую скорость исполнения.

Недостатки:
- относительно слабая распространённость.

## Среда разработки
PowerBASIC поставляется с интегрированной средой разработки, которая представляет собой достаточно удобный текстовый редактор с дополнительными возможностями:
- Подстветка синтаксиса
- Интегрированный отладчик с возможностью просмотра состояния регистров центрального процессора
- Контекстная справка по конструкциям языка программирования и Windows API
- Одновременная работа с несколькими файлами во вкладках
- Возможность создания шаблонов программ

Достоинства:
- простота
- высокая скорость работы даже на старых компьютерах

Недостатки:
- отсутствие средства визуального конструирования интерфейсов, которые предлагаются за отдельную плату.
- IDE сильно отстаёт от промышленных решений типа Visual Studio или Eclipse.

Существуют сторонние средства, которые позволяют добавить в IDE дополнительные возможности.